# Монастир Сенсо
Монасти́р Сенсо́ або Сенсо́-дзі (яп. Сенсодзі, МФА: [sensoː d͡ʑi], «монастир мілкої трави») — буддистський монастир в Японії.  Належить секті Сьоканнон.  Головний монастир секти. Розташований за адресою: префектура Токіо, район Тайто, квартал Асакуса 2—3—1. Монастирський титул — гора Золотого дракона.  Заснований 628 року. Головною святинею монастиря є статуя бодгісаттви Каннон. До цінних пам'яток належать Лотосова сутра (національний скарб Японії), ворота Нітен (важлива культурна пам'ятка Японії).
 Найстаріший буддистський монастир на території Токіо. До Другої світової війни належав секті Тендай. У 17 — 19 століттях був місцем офіційних молебнів сьоґунату Токуґава. 
Поруч з храмом знаходиться святилище "синто", Храм Асакуса.

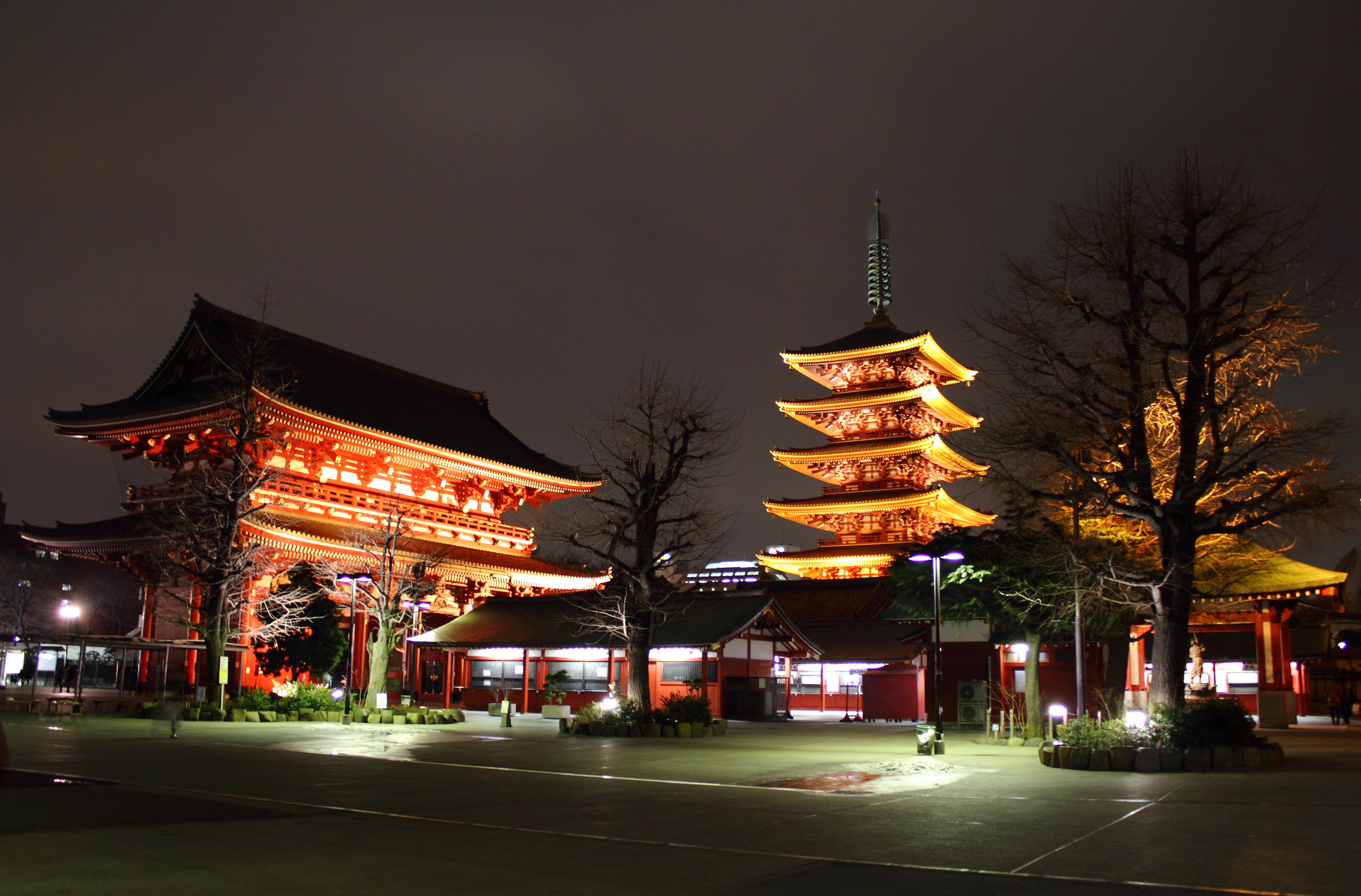
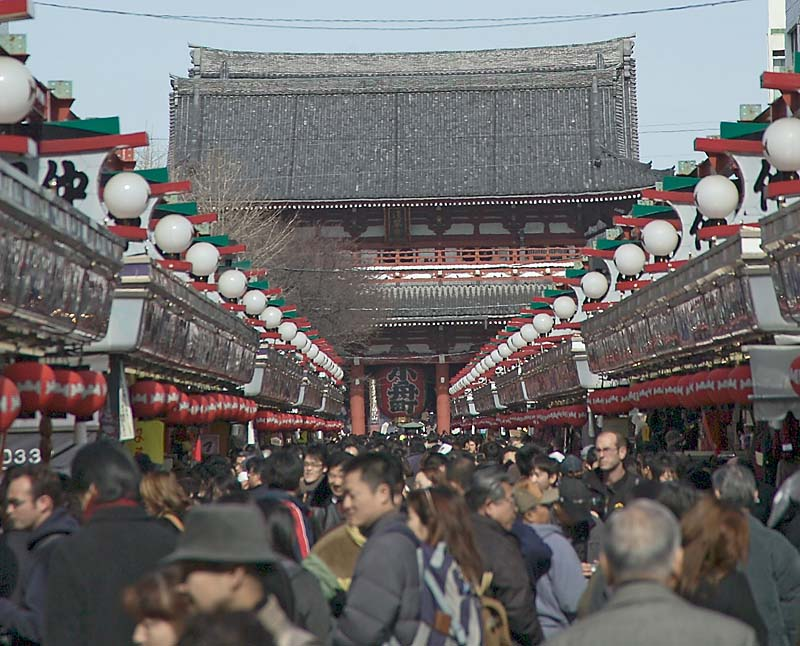
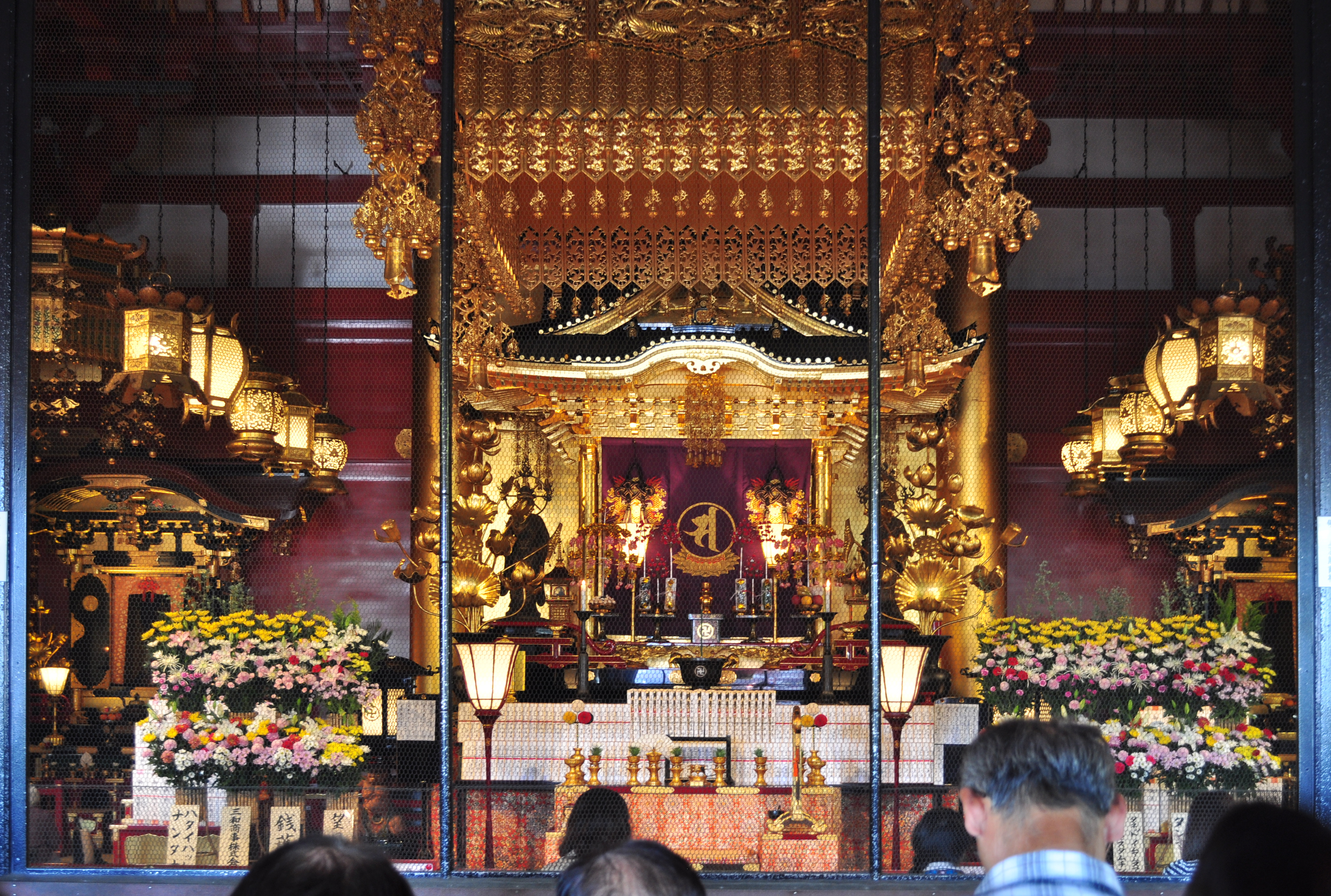
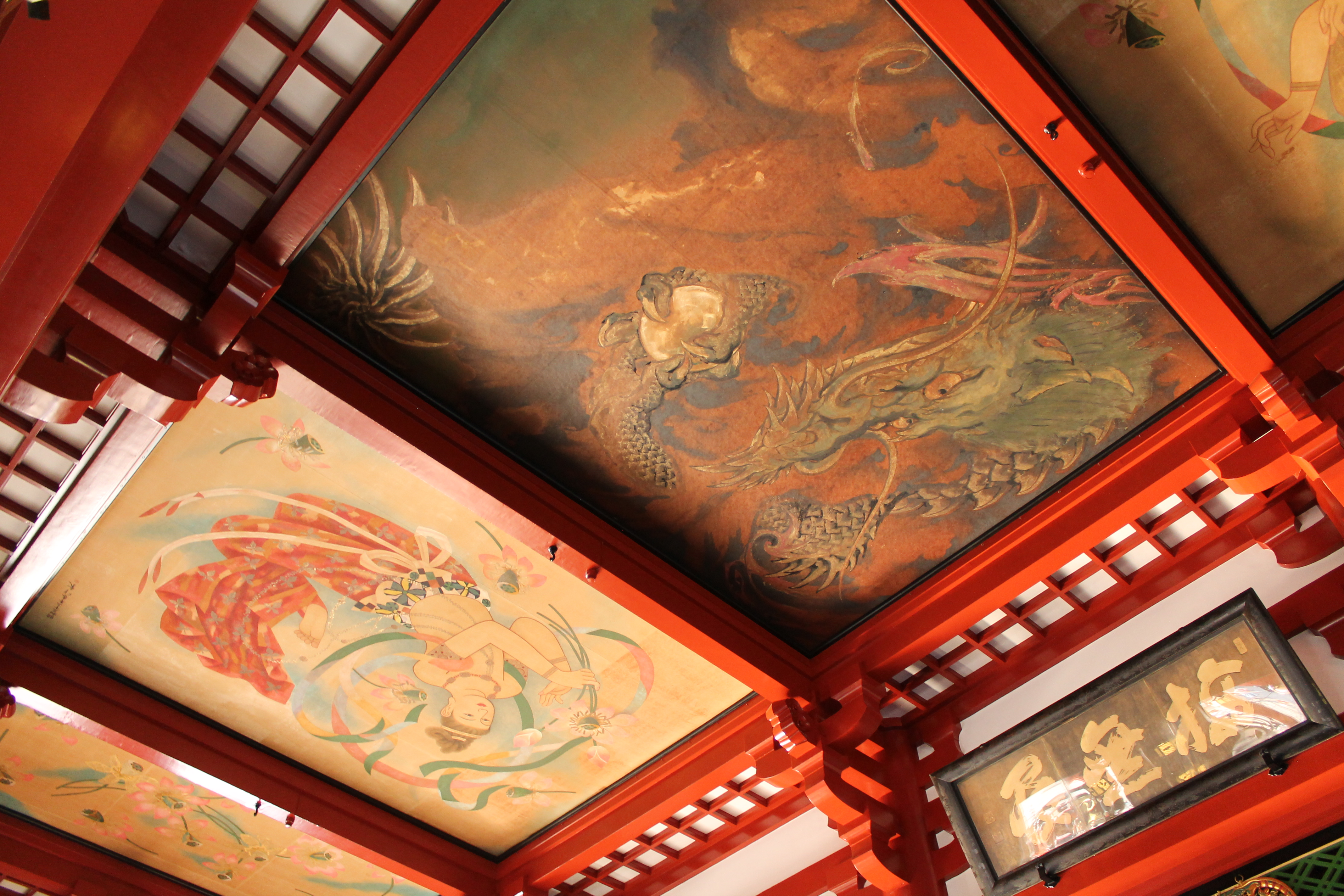
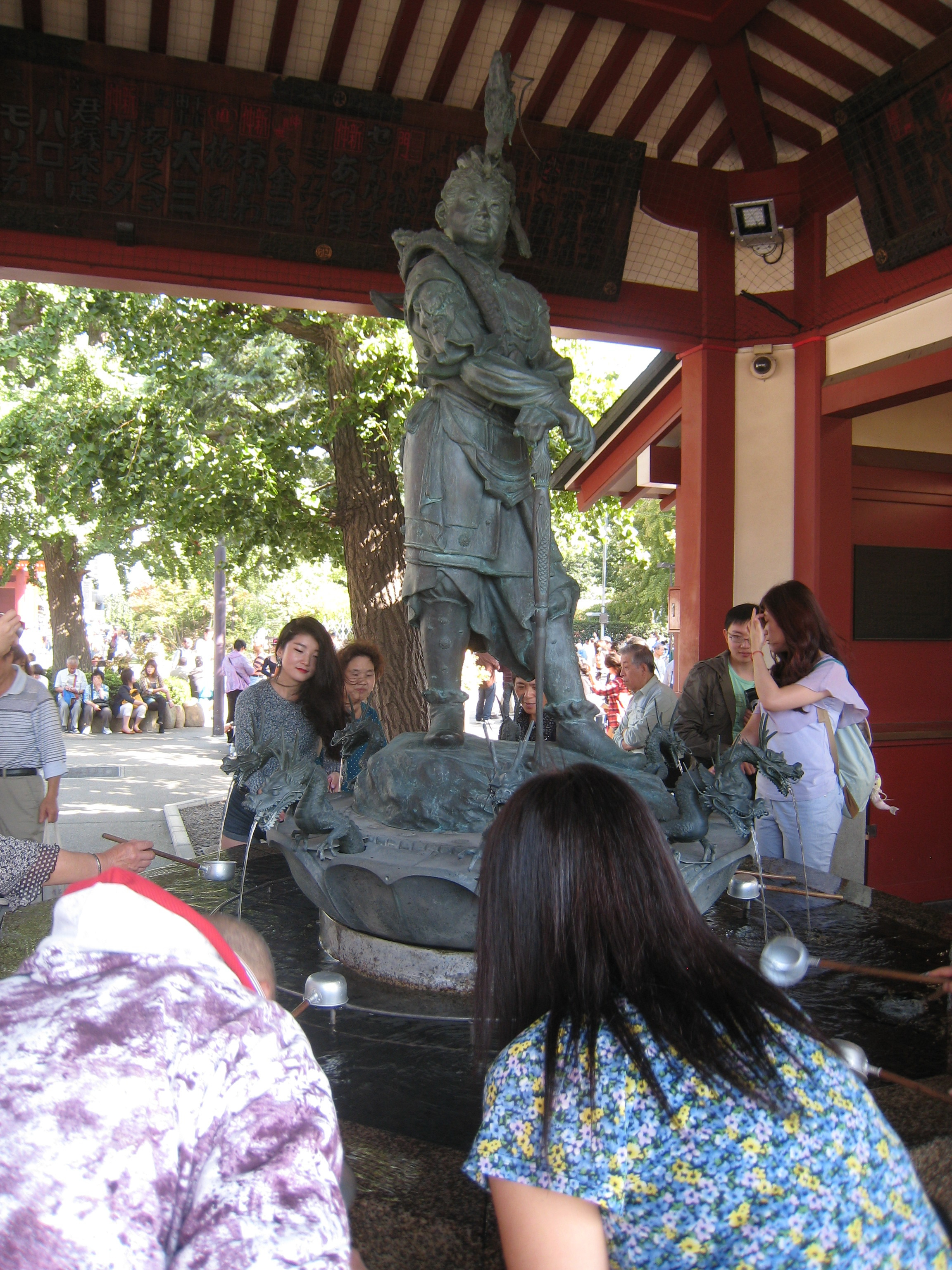
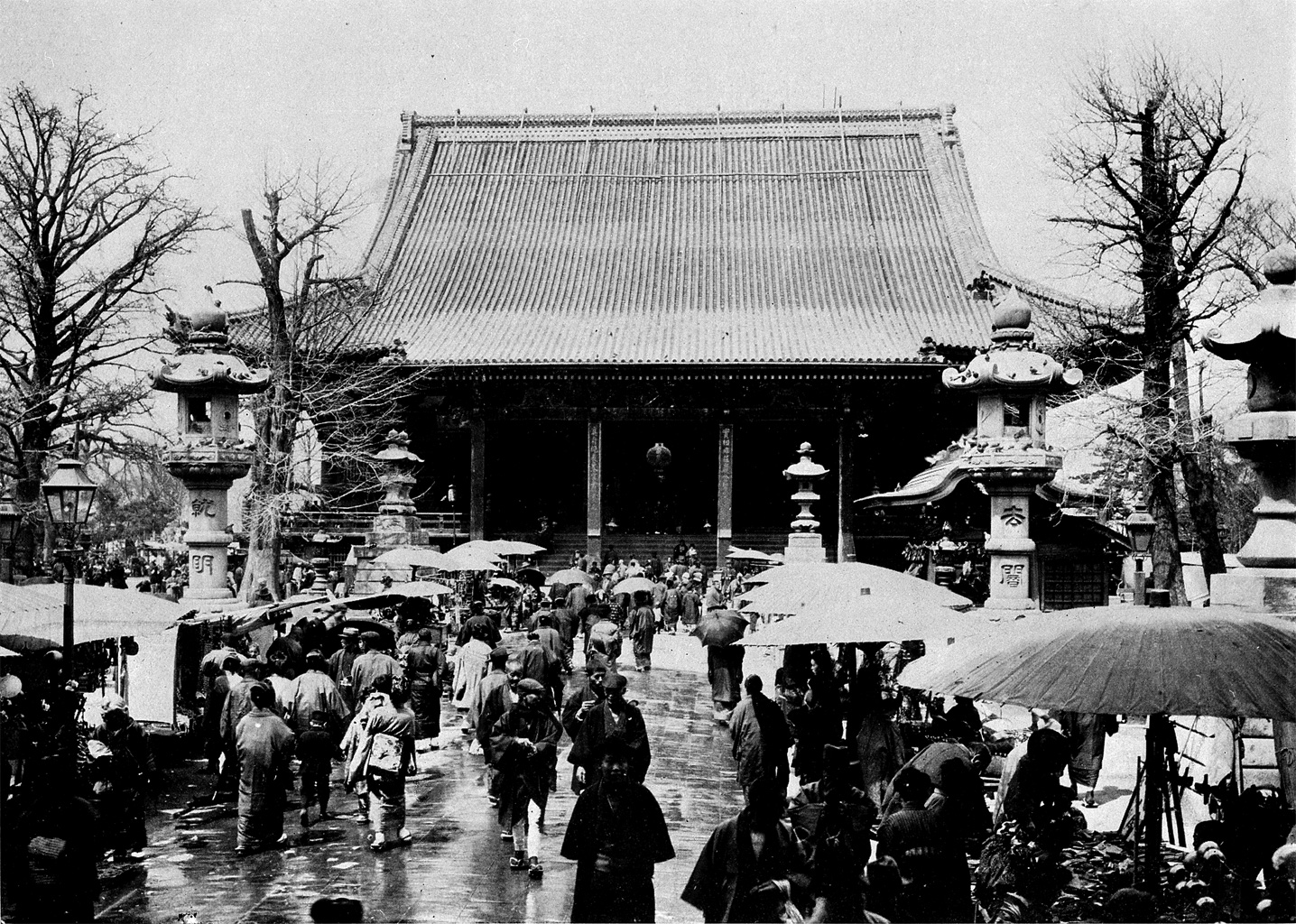
1910
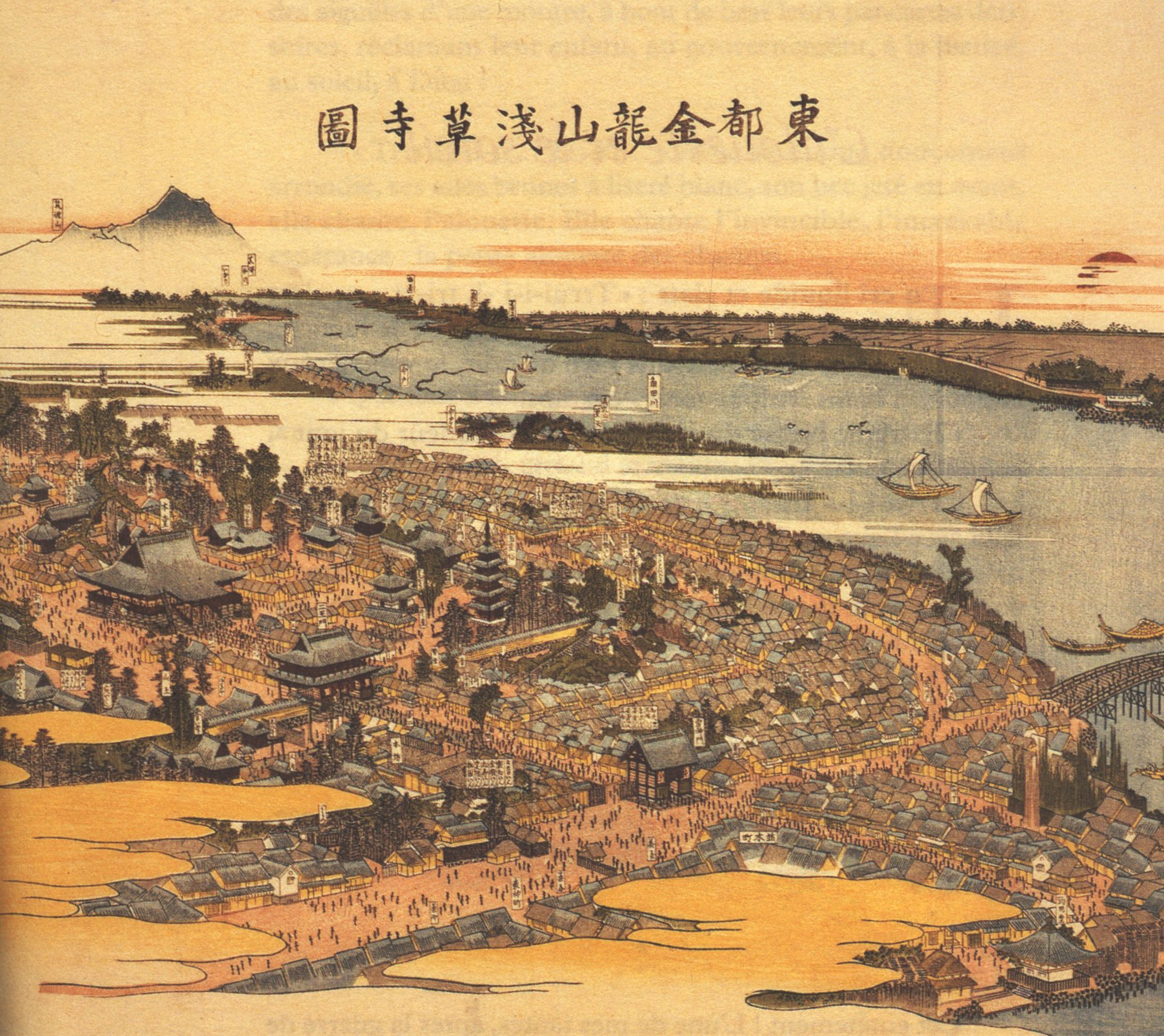
1820
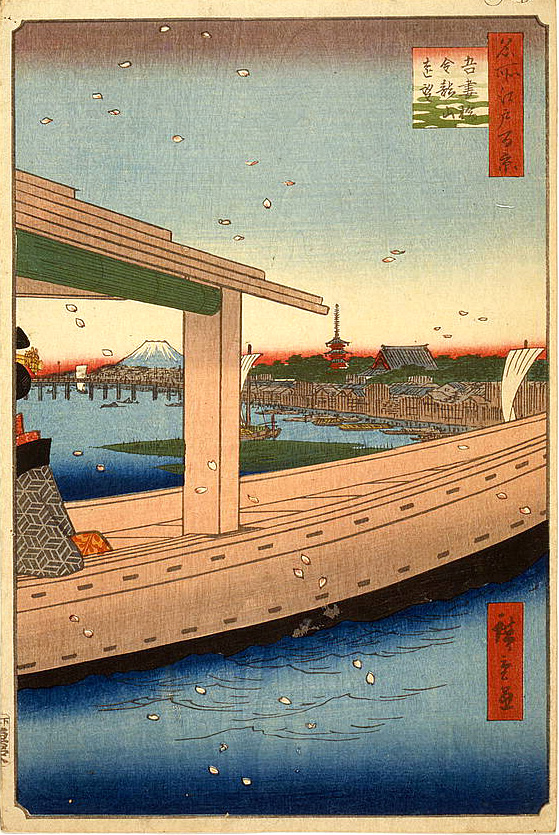
Hiroshige
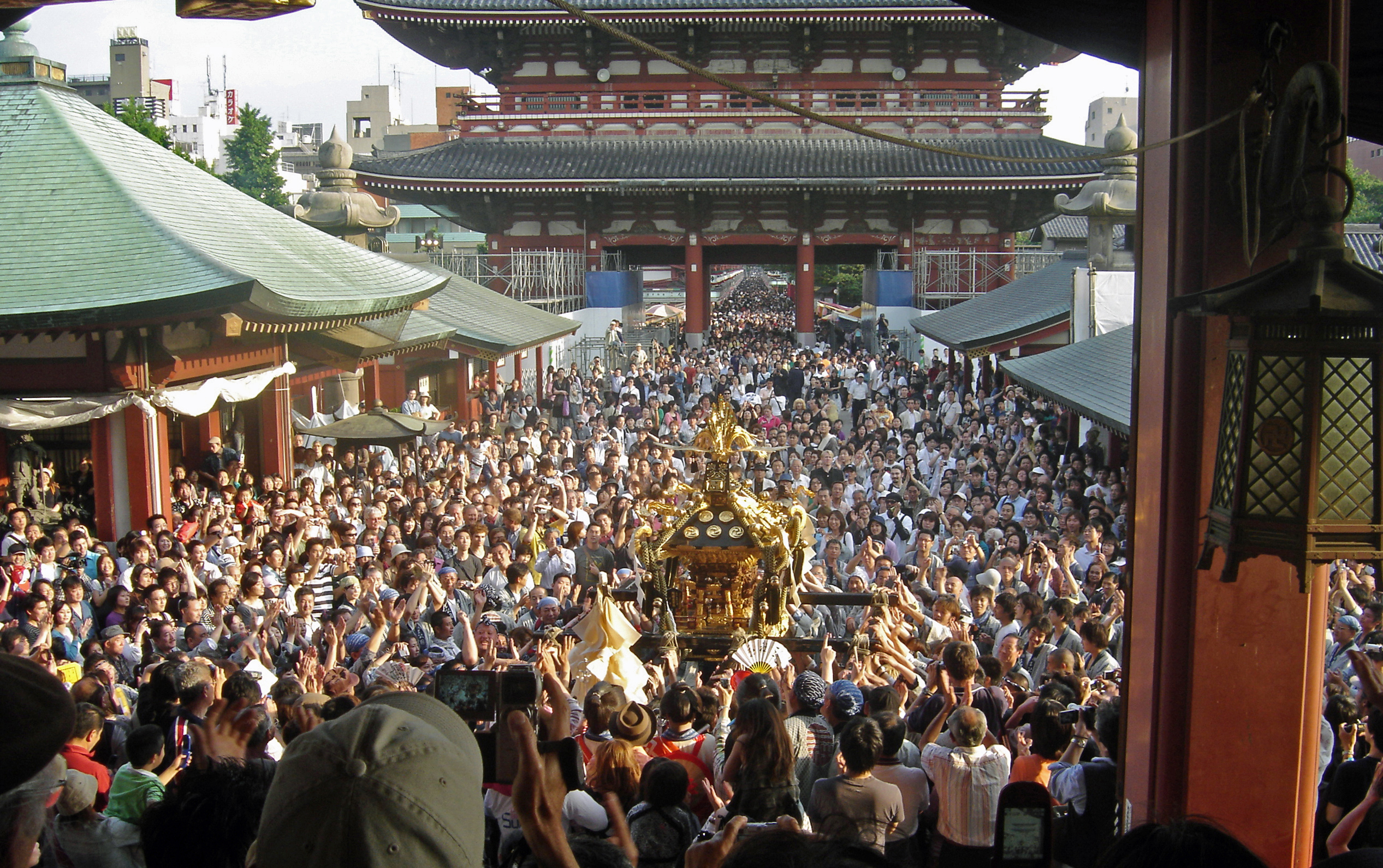
Sanja Matsuri

## Історія
Храм присвячений бодгісаттві Каннон. Згідно з легендою, статую Каннон знайшли в річці Суміда в 628 році нашої ери двоє рибалок, брати Хінокума Хаманарі та Хінокума Такенарі. Глава їхнього селища, Хаджіно Накамото, визнав святість статуї та закріпив її, перебудувавши свій власний будинок у невеликий храм в Асакусі, щоб селяни могли поклонятися Каннон.
Перший храм був заснований у 645 році нашої ери, що робить його найстарішим храмом у Токіо. У перші роки шьоґунату Токуґава, Токуґава Іеясу призначив Сенсо-дзі храмом-покровителем клану Токуґава.
Святилище Нішіномія Інарі розташоване на території Сенсо-дзі, а торії вказують на вхід у священну землю святилища. Бронзова табличка на конструкції воріт містить список тих, хто зробив внесок у будівництво торії, яка була зведена в 1727 році.
Під час Другої світової війни храм був розбомблений і зруйнований під час повітряного нальоту на Токіо 10 березня. Пізніше його перебудували, і японці сприймали його як символ відродження та миру. На подвір’ї є дерево, в яке влучила бомба під час авіанальотів, воно вросло в лушпиння старого дерева і є таким же символом, як і сам храм.